# میرانادا آهل
میرانادا آهل (به انگلیسی: Miranda Uhl) (زادهٔ ۱۵ اکتبر ۱۹۹۲) شناگر اهل ایالات متحده آمریکا است.